# Billie Eilish (canción)
«Billie Eilish» (estilizada en mayúsculas con un punto al final) es una canción del rapero estadounidense Armani White. Fue lanzada como sencillo el 23 de mayo de 2022 por Legendbound y Def Jam Recordings, y debutó en el número 99 en el Billboard Hot 100 de EE. UU. en septiembre de 2022.

## Trasfondo
La canción samplea «Nothin'» (2002) de N.O.R.E. (quien también apareció en el remix oficial con Ludacris y Busta Rhymes). La canción luego apareció en el EP de White Road to Casablanco, que se lanzó el 5 de mayo de 2023.

## Presentaciones en vivo
Durante el Osheaga Festvial de 2023 en Montreal, la cantante Billie Eilish invitó al artista al escenario para interpretar la canción homónima junto a la cantante real.

## Posicionamiento en listas

### Semanales
| Listas (2022)                         | Mejor posición |
| ------------------------------------- | -------------- |
| Alemania (Offizielle Deutsche Charts) | 44             |
| Australia (ARIA)                      | 33             |
| Austria (Ö3 Austria Top 40)           | 57             |
| Canadá (Canadian Hot 100)             | 45             |
| Eslovaquia (Singles Digitál Top 100)  | 84             |
| Global 200 (Billboard)                | 87             |
| Greece International (IFPI)           | 43             |
| Irlanda (IRMA)                        | 79             |
| Países Bajos (Single Tip)             | 23             |
| Suiza (Schweizer Hitparade)           | 75             |
| Reino Unido (UK Singles Chart)        | 65             |
| Reino Unido (UK R&B Chart)            | 28             |
| US Billboard Hot 100                  | 58             |
| US Hot R&B/Hip-Hop Songs (Billboard)  | 18             |
| US Mainstream Top 40 (Billboard)      | 25             |
| US Rhythmic (Billboard)               | 2              |

### Fin de año
| Lista (2022)                                                | Posición |
| ----------------------------------------------------------- | -------- |
| Canciones populares de R&B/Hip-Hop de EE. UU. ( Cartelera ) | 78       |

## Certificaciones
| País           | Organismo certificador | Certificación | Ventas certificadas |
| -------------- | ---------------------- | ------------- | ------------------- |
| Reino Unido    | BPI                    | Plata         | 200 000             |
| Australia      | ARIA                   | 4× Platino    | 280 000             |
| Canadá         | Music Canada           | Platino       | 80 000              |
| Polonia        | ZPAV                   | Platino       | 50 000              |
| Estados Unidos | RIAA                   | Oro           | 500 000             |